# Rosannagh MacLennan
Rosannagh (Rosie) MacLennan (Toronto, 28 augustus 1988) is een Canadees gymnast die uitkomt in de gymnastiekdiscipline trampolinespringen.
MacLennan won tijdens de Olympische Zomerspelen 2012 en 2016 de gouden medaille.

## Resultaten

### Olympische Zomerspelen
| Jaar | Plaats         | Resultaten            |
| ---- | -------------- | --------------------- |
| 2008 | Peking         | 7e trampolinespringen |
| 2012 | Londen         | trampolinespringen    |
| 2016 | Rio de Janeiro | trampolinespringen    |

### Wereldkampioenschappen
| Jaar | Plaats          | Resultaten                     |
| ---- | --------------- | ------------------------------ |
| 2005 | Eindhoven       | synchroon                      |
| 2007 | Quebec          | synchroon · team · individueel |
| 2009 | Sint-Petersburg | synchroon · team               |
| 2010 | Metz            | individueel                    |
| 2011 | Birmingham      | individueel · synchroon · team |
| 2013 | Sofia           | individueel · team             |
| 2014 | Daytona Beach   | individueel · synchroon        |
| 2018 | Sint-Petersburg | individueel · team             |
| 2019 | Tokio           | individueel · team             |

2000: Irina Karavajeva ·
2004: Anna Dogonadze ·
2008: He Wenna · 
2012: Rosannagh MacLennan · 
2016: Rosannagh MacLennan · 
2020: Zhu Xueying · 
2024: Bryony Page